# SpongeBob SquarePants: Battle for Bikini Bottom
SpongeBob SquarePants: Slag om Bikini Bottom är ett datorspel baserat på animerade serien med samma namn. Det utvecklades av Heavy Iron Studios, AWE-spel och Vicarious Visions och publicerades av THQ. Spelet släpptes för PlayStation 2, Game Boy Advance, Xbox och Nintendo GameCube konsoler samt en port för Microsoft Windows. Microsoft Windows-versionen av spelet är ett pek-och-klicka-äventyrsspel, medan 6:e generationens konsoler fick en 3D-plattformsplattform. Game Boy Advance-versionen fick en 2D-plattform. Alla versioner av spelet har en original storyline, där spelaren försöker försvara Bikini Bottom från en invasion av robotar skapad av Plankton med en maskin som heter Duplicatotron 3000, som spelas som SvampBob Fyrkant i alla versioner, samt Patrick och Sandy i konsolversionerna. Spelet släpptes den 21 oktober 2003, i Nordamerika och i Europa den 28 november 2003.